# Phymatocera aterrima
Phymatocera aterrima är en stekelart som först beskrevs av Johann Christoph Friedrich Klug 1816.  Phymatocera aterrima ingår i släktet Phymatocera, och familjen bladsteklar. Arten är reproducerande i Sverige.